# Potencial de Cornell
En física de partícules, el potencial de Cornell és un potencial efectiu que s'empra per a descriure el confinament dels quarks en la teoria de la interacció forta (cromodinàmica quàntica, QCD). Va ser desenvolupat per E.J. Eichten, K. Gottfried, T. Kinoshita, J. Kogut, K. Lane i Tung-Mow Yan a la Universitat Cornell a la dècada del 1970 per a descriure les masses dels diferents estats de quarkoni i explicar la relació entre la massa i el moment angular dels hadrons (les anomenades trajectòries de Regge). El potencial té la forma:
{\displaystyle V(r)=-{\frac {4}{3}}{\frac {\alpha _{s}}{\;r\;}}+\sigma \,r+{\text{const}}}
on {\displaystyle r} és el radi efectiu de l'estat lligat de quarkoni, {\displaystyle \alpha _{s}} és la constant d'acoblament de la QCD, {\displaystyle \sigma } és la tensió de la corda de color i {\displaystyle {\text{const}}\simeq -0.3} GeV és una constant. Inicialment, {\displaystyle \alpha _{s}} i {\displaystyle \sigma } eren només paràmetres empírics, però amb el desenvolupament de la QCD es poden calcular mitjançant QCD pertorbativa i QCD en xarxa, respectivament.

## Potencial de curta distància
El potencial consta de dues parts. El primer, {\displaystyle -{\frac {4}{3}}{\frac {\alpha _{s}}{\;r\;}}} domina a distàncies curtes, normalment {\displaystyle r<0.1} fm. Sorgeix de l'intercanvi d'un gluó entre el quark i el seu antiquark, i es coneix com la part coulombiana del potencial, ja que té la mateixa forma que el conegut potencial de Coulomb: {\displaystyle \;{\frac {\alpha }{\;r\;}}\;} induït per la força electromagnètica (on {\displaystyle \alpha } és la constant d'acoblament electromagnètic).
El factor {\displaystyle {\frac {4}{3}}} en QCD prové del fet que els quarks tenen diferents tipus de càrregues (colors) i s'associa amb l'emissió de qualsevol gluó d'un quark. Concretament, aquest factor s'anomena factor de color o factor de Casimir i val {\displaystyle C_{F}\equiv {\frac {N_{c}^{2}-1}{2N_{c}}}={\frac {4}{3}}}, on {\displaystyle N_{c}=3} és el nombre de càrregues de color.
El valor d'{\displaystyle \alpha _{s}} depèn del radi de l'hadró estudiat. El seu valor oscil·la entre 0,1 (per al toponium) i 0,4 (per als quarkonis lleugers). Per a la determinació precisa del potencial de curta distància, cal tenir en compte l'evolució d'{\displaystyle \alpha _{s}} amb l'energia, donant lloc a una dependència en el radi de separació dels quarks {\displaystyle \alpha _{s}(r)}. Concretament, {\displaystyle \alpha _{s}} s'ha de calcular en l'anomenat esquema de renormalització potencial (també denominat esquema V) i, atès que els càlculs de la teoria quàntica de camps es fan generalment a l'espai de moments, cal aplicar una transformada de Fourier a l'espai de posicions.

## Potencial de llarga distància
El segon terme del potencial, {\displaystyle \sigma \,r}, és el terme de confinament lineal i inclou els efectes QCD no pertorbatius que donen lloc al confinament del color. {\displaystyle \sigma } s'interpreta com la tensió de la corda de QCD que es forma quan les línies del camp gluònic col·lapsen en un tub de flux. El seu valor és {\displaystyle \sigma \sim 0.18} GeV {\displaystyle ^{2}}.{\displaystyle \sigma } controla els encreuaments i els pendents de les trajectòries de Regge lineals.

## Dominis d'aplicació
El potencial de Cornell s'aplica millor al cas dels quarks estàtics (o quarks molt pesants, amb moviment no relativista), encara que es pot millorar amb correccions relativistes utilitzant termes dependents de la velocitat. De la mateixa manera, el potencial s'ha ampliat per a incloure-hi termes dependents en l'espín.

## Càlcul del potencial quark-quark
Una prova de validesa per als models que pretenen explicar el confinament de color és que han de reproduir, en el límit que els moviments dels quarks no siguin relativistes, un potencial que coincideixi amb el potencial de Cornell.
Un assoliment important dels càlculs de xarxa de la QCD és que van poder calcular, partint de primers principis, el potencial estàtic de quark-antiquark, amb resultats que confirmaven el potencial empíric de Cornell.
Altres enfocaments del problema de confinament també donen lloc al potencial de Cornell, incloent-hi el model de superconductor dual, el model de Higgs i els models de vòrtex central.
Més recentment, els càlculs basats en la correspondència AdS/CFT han reproduït el potencial de Cornell mitjançant la correspondència AdS/QCD o holografia en el front de llum.